# キャニスター弾

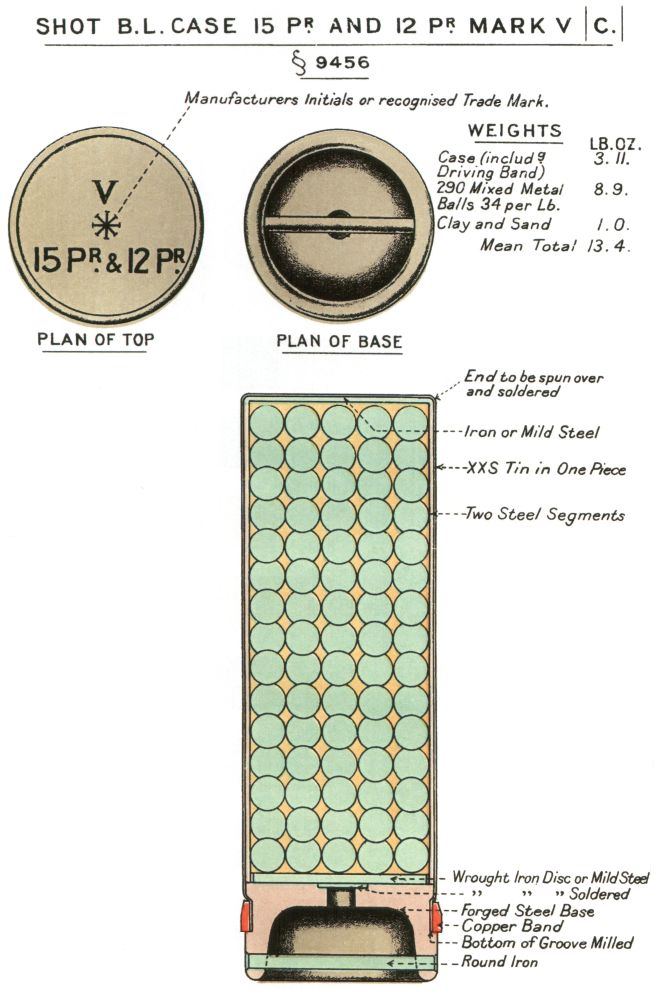
イギリスの3インチ（76.2mm）キャニスター弾頭。発砲すると描かれた円柱状の弾頭全体が撃ち出される。発射薬の燃焼ガス圧力が弾頭の底にある小穴を通して弾頭内部にも伝わるため、弾頭が砲口を離れる前に、散弾が先端にはんだ付けされた蓋を押し破って放出される。

キャニスター弾（キャニスターだん、英: Canister shot）、別名ケースショット（Case shot）は、大砲で使用される対人用砲弾である。
ケース、キャニスターは共に容器の意味で、筒状の容器内へ大量の散弾を詰めてある。発射後に容器が飛散して、バラ撒かれた散弾が広範囲の敵を殺傷する。だが、砲弾が拡散する性質上、有効射程は極端に短い。

## 概要
ケースショットは前装砲時代に文字通り、ブリキ缶へマスケット銃弾を数百発詰め込んだ砲弾で、同様な散弾であるぶどう弾が主に対艦用で敵船への索具破壊を目的にしていたのに対し、こちらは対人掃討専門で陸戦にも使用され、主に砲兵の対歩兵近接戦闘や突撃する敵騎兵の排除などに用いられる。
19世紀に砲の施条化に伴ってぶどう弾を装填するのが困難になると、キャニスター弾は後装砲唯一の直接照準射撃用散弾として残って行く。主に騎兵襲撃に備えた自衛用砲弾として用いられたが、榴散弾の零距離射撃（零分画射撃）が可能になり、中長距離と至近距離の射撃を兼用できるようになると、用途が限られるキャニスター弾の配備は縮小されていった。
その性質上、直接照準で運用される歩兵砲や初期の野砲で使用されることが多かった。砲の長射程化に伴って砲兵が最前線で敵と相対しなくなる第一次世界大戦ごろからは機関銃にその地位を譲ることになるが、それでも第二次世界大戦においては連合軍がM3 37mm砲で日本陸軍の歩兵突撃阻止に使用していた。
現在では戦車や装輪式自走砲に搭載されるL44やL7などの砲弾として、接近する歩兵の排除や散開した歩兵への一斉攻撃用として生産されている。